# Mirela Maniani
Mirela Manjani (21 de diciembre de 1976, Durrës, Albania) es una atleta retirada albanesa nacionalizada griega en 1997, especializada en lanzadora de jabalina. Ganó la medalla de plata en los Juegos Olímpicos de Sídney 2000 con su mejor marca personal de 67,51 m y la medalla de bronce en 2004. Es además campeona europea y dos veces campeona mundial en la disciplina. Entrena con Antonis Papadimitriou en el club Olympiakos Piraeus.
Nació en Albania y contrajo matrimonio en 1997 con el griego George Tzelilis, quien también nació en su país bajo el nombre de Jorgo Xhelili pero como parte de una minoría griega. Fue conocida con el nombre de Mirela Manjani-Tzelilis hasta su divorcio en 2002. En 2004 recibió por la Unión de Prensa Deportiva de Grecia el premio a atleta del año.

## Palmarés
| Año  | Competencia          | Lugar             | Resultado | Extra    |
| ---- | -------------------- | ----------------- | --------- | -------- |
| 1999 | Campeonato mundial   | Sevilla, España   | 1.º       |          |
| 2000 | Olimpíadas de verano | Sídney, Australia | 2.º       | 67.51 MM |
| 2001 | Campeonato mundial   | Edmonton, Canadá  | 2.º       |          |
| 2002 | Campeonato europeo   | Múnich, Alemania  | 1.º       |          |
| 2003 | Campeonato mundial   | París, Francia    | 1.º       |          |
| 2004 | Olimpíadas de verano | Atenas, Grecia    | 3.º       |          |